# Президентские выборы в Болгарии (1996)
Президентские выборы в Болгарии 1996 года проходили в два тура 27 октября и 3 ноября. На выборах победу во втором туре одержал кандидат Союза демократических сил Пётр Стоянов, за которого проголосовало 59,7 % избирателей при явке во втором туре 61,8 %.

## Результаты
Результаты президентских выборов в Болгарии 1996 года:
| Кандидат                                       | Партия                                                              | 1 тур     | 1 тур | 2 тур     | 2 тур |
| Кандидат                                       | Партия                                                              | Голоса    | %     | Голоса    | %     |
| ---------------------------------------------- | ------------------------------------------------------------------- | --------- | ----- | --------- | ----- |
| Пётр Стоянов                                   | Союз демократических сил                                            | 1 889 825 | 44,1  | 2 502 517 | 59,7  |
| Иван Маразов                                   | Социалистическая партия                                             | 1 158 204 | 27,0  | 1 687 242 | 40,3  |
| Георгий Ганчев                                 | Болгарский бизнес-блок                                              | 937 686   | 21,9  |           |       |
| Александр Томов                                | Независимый                                                         | 135 571   | 3,2   |           |       |
| Христо Бойчев                                  | Движение в защиту пенсионеров, безработных и социально обездоленных | 57 668    | 1,3   |           |       |
| Вера Илиева                                    | Болгарская коммунистическая партия                                  | 34 004    | 0,8   |           |       |
| Славомир Цанков                                | Союз Демократических сил и Движения Эра-3                           | 22 724    | 0,5   |           |       |
| Иван Стоянов                                   | Объединённые демократические силы                                   | 14 659    | 0,3   |           |       |
| Минчо Минчев                                   | Отечественная партия труда                                          | 13 567    | 0,3   |           |       |
| Митко Димитров                                 | Объединение за сохранение богатства Болгарии                        | 7 793     | 0,2   |           |       |
| Любомир Стефанов                               | Альтернативное социалистическое объединение (независимые)           | 6 056     | 0,1   |           |       |
| Димитр Марковски                               | Свободная кооперативная партия                                      | 5 823     | 0,1   |           |       |
| Ильян Николов                                  | Болгарская национальная экологическая партия                        | 4 920     | 0,1   |           |       |
| Недействительных/пустых бюллетеней             | Недействительных/пустых бюллетеней                                  | 28 662    | -     | 25 412    | -     |
| Всего                                          | Всего                                                               | 4 317 161 | 100   | 4 215 145 | 100   |
| Источник: Nohlen & Stöver, University of Essex |                                                                     |           |       |           |       |